# Los Cedros, Delstaten Mexiko
Los Cedros är en ort i Mexiko.   Den ligger i kommunen Tenango del Valle och delstaten Mexiko, i den sydöstra delen av landet, 60 km sydväst om huvudstaden Mexico City. Los Cedros ligger 2 682 meter över havet och antalet invånare är 161.
Terrängen runt Los Cedros är kuperad. Runt Los Cedros är det tätbefolkat, med 397 invånare per kvadratkilometer. Närmaste större samhälle är Tenango de Arista, 4,1 km nordost om Los Cedros. I omgivningarna runt Los Cedros växer huvudsakligen savannskog.